# سيد فاروق
سيد فاروق (11 فبراير 1967 - ) هو لاعب كرة قدم سنغافوري في مركز الوسط.